# Девятов, Дмитрий Прокопьевич
Дмитрий Прокопьевич Девя́тов (1919—1968) — русский советский драматург.

## Биография
Родился 23 сентября 1919 года в деревне Двойнёвка (ныне Кирсановский район, Тамбовская область) в крестьянской семье. Учился в железнодорожной средней школе Кирсанова, после окончания которой работал литсотрудником в газете «Кирсановская коммуна». Позднее окончил Институт журналистики в Москве.
В 1941 году добровольцем отправляется на фронт, где проходит путь от рядового до заместителя редактора дивизионной газеты «За Отчизну». Член ВКП(б) с 1943 года.
С 1947 года работал в областной газете «Тамбовская правда». Творческую деятельность начал ещё в годы войны, когда им была написана первая пьеса «Голубая высь», оставшаяся неопубликованной. Большой резонанс вызвала его следующая работа — комедия «В Лебяжьем», которая была поставлена в 1950 году в Тамбовском ОДТ имени А. В. Луначарского (Сталинская премия третьей степени), а затем поставлена многими театрами страны. Автор остропублицистических пьес, посвящённых жизни советской деревни: «Родник в степи», «Измена», «Будьте здоровы», «Цена хлеба» и других. Драматург был тесно связан с жизнью народа, много ездил по стране, выступал с очерками и рассказами в центральной прессе.
В последний год своей жизни работал над двумя пьесами «Гадалка» («Песни над Москвой-рекой») и «Даю голову на отсечение», которая не была завершена.
Умер 19 июля 1968 года в Москве. Похоронен на старом городском кладбище Кирсанова, согласно завещанию.

## Награды и премии
- орден Красной Звезды (21.9.1944)
- медаль «За отвагу»